# Rivière du Moulin (Bras Saint-Michel)
Pour les articles homonymes, voir Moulin (homonymie) et Rivière du Moulin.
La rivière du Moulin traverse les municipalités de Saint-Lazare, Saint-Nérée et Saint-Gervais, dans la municipalité régionale de comté de Bellechasse, dans la région administrative de Chaudière-Appalaches, au Québec, au Canada. 
La rivière du Moulin est un affluent de la rive sud du Bras Saint-Michel, lequel coule vers le nord-est pour se déverser sur la rive nord-ouest de la rivière du Sud (Montmagny) ; ce dernier coule vers le nord-est jusqu'à la rive sud du fleuve Saint-Laurent.

## Géographie
La rivière du Moulin prend sa source dans le 6e rang Est, à 1,7 km au nord-est du centre du village de Saint-Lazare. À partir de sa source, la rivière du Moulin coule sur 20,3 km, répartis selon les segments suivants :
- 4,4 km vers l'est, puis le nord dans Saint-Lazare, jusqu'à limite de Saint-Nérée ;
- 4,9 km vers le nord-est, formant une courbe vers le nord-est jusqu'à la limite entre les municipalités de Saint-Nérée et Saint-Gervais ;
- 4,1 km vers le nord-ouest jusqu'à une route ;
- 3,6 km vers le nord-ouest jusqu'à une route qui traverse le Faubourg-du-Moulin ;
- 2,2 km vers le nord jusqu'à la confluence du ruisseau Larochelle ;
- 1,1 km vers le nord, jusqu'à sa confluence.

La rivière du Moulin se déverse sur la rive sud du Bras Saint-Michel dans la municipalité de Saint-Gervais (à la limite de Saint-Charles-Borromée). Cette confluence est située à 4,5 km au nord du centre du village de Saint-Gervais, à 9,1 km au sud du centre du village de La Durantaye.

## Toponymie
Le toponyme Rivière du Moulin a été officialisé le 21 janvier 1975 à la Commission de toponymie du Québec.